# کپرژیونیتسه
کُپرْژیونْیتْسه (به چکی: Kopřivnice) شهری در منطقه موراویا-سیلزیا کشور جمهوری چک است که جمعیت آن در سال ۲۰۰۷ میلادی ۲۳٫۲۸۶ نفر بوده‌است.